# Giggijochbahn

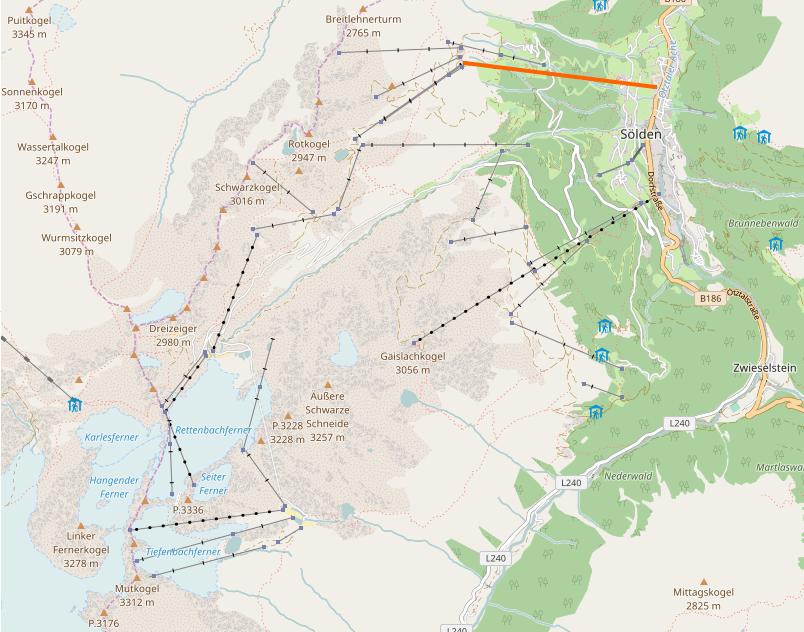
Giggijochbahn im Skigebiet Sölden

Die Giggijochbahn ist eine Seilbahn in Sölden in den Ötztaler Alpen. Sie führt vom Tal aus in das oberhalb Hochsöldens gelegene Skigebiet. Die Bahn wird von den Bergbahnen Sölden (BBS) betrieben, einer Gesellschaft bestehend aus drei Familien.
Die Talstation der Bahn befindet sich auf einer Höhe von 1352 Meter, ihre Bergstation liegt 2284 Meter hoch. Die Distanz zwischen Tal- und Bergstation beträgt etwa 2670 Meter. An der steilsten Stelle weist sie eine Neigung von etwa 75 Prozent auf.

## Erste Bahn (1977–1998)

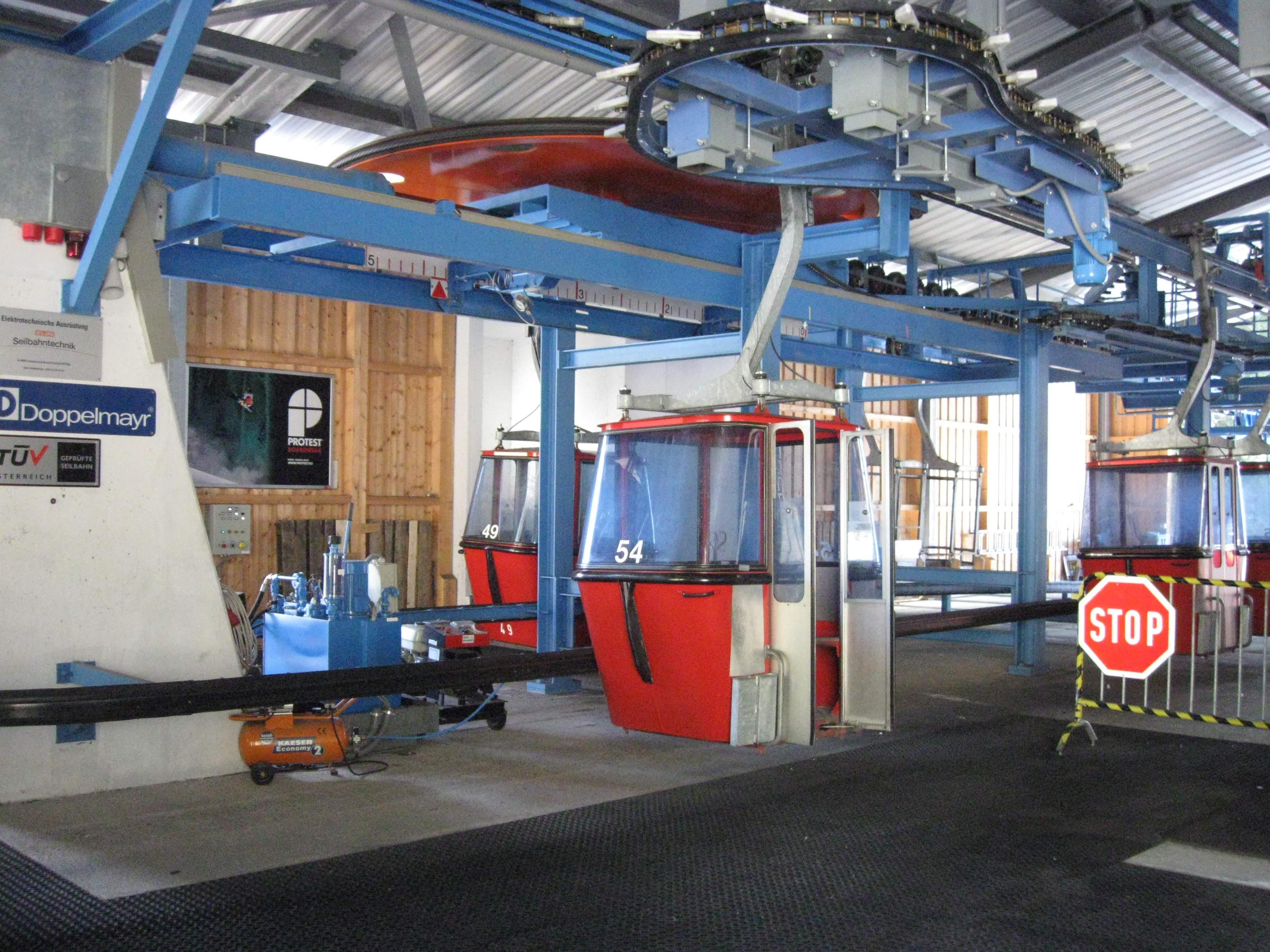
Innenbereich der Ochsengartenbahn-Talstation

Die erste Giggijochbahn wurde im Jahr 1977 als 4-Personen-Einseilumlaufbahn (4-MGD) gebaut.
Nach der Demontage im Jahr 1998 wurden die Kabinen und ein Teil des sonstigen Equipments dieser Seilbahn im folgenden Jahr bei der Neuerrichtung der Ochsengartenbahn in Hochoetz wiederverwendet.

## Zweite Bahn (1998–2016)

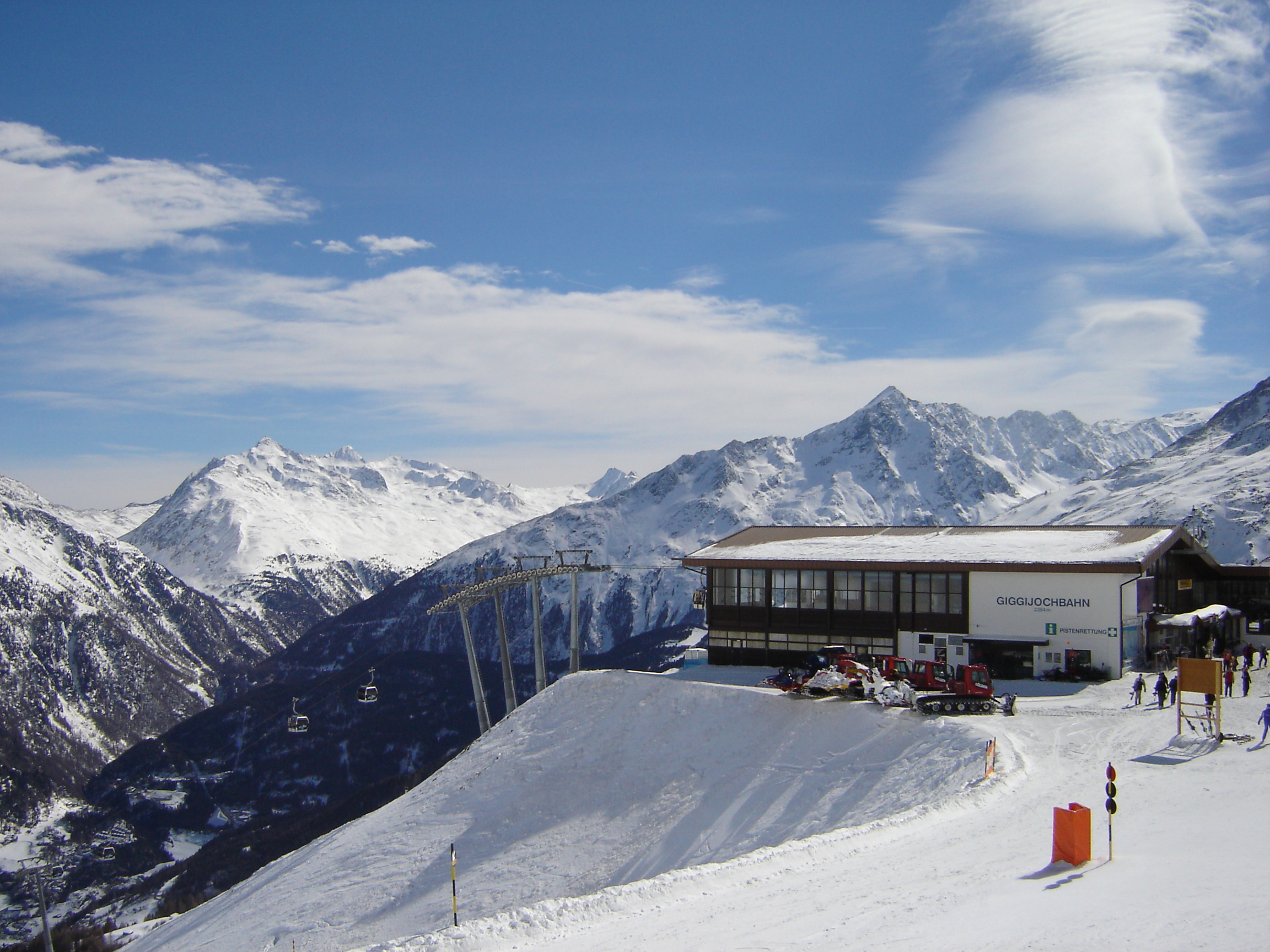
Die Bergstation der zweiten Giggijochbahn

Die zweite Giggijochbahn wurde 1998 errichtet. Es handelte sich um eine sogenannte 8-MGD-Einseilumlaufbahn der Doppelmayr/Garaventa-Gruppe, mit deren Kabinen acht Personen befördert werden konnten. Über eine Mittelstation verfügte die Giggijochbahn nicht.
Aufgrund der unzureichenden Beförderungsleistungen entschied sich die Liftgesellschaft Bergbahnen Sölden, die Bahn 2016 abzureißen, um sie durch eine neue Bahn ersetzen zu können. Diese Bahn wird wie auch bei ihrem Vorgänger als Ochsengartenbahn in Hochoetz wiederverwendet und ersetzt damit die „alte“ Giggijochbahn von 1977.

## Dritte Bahn (2016–)

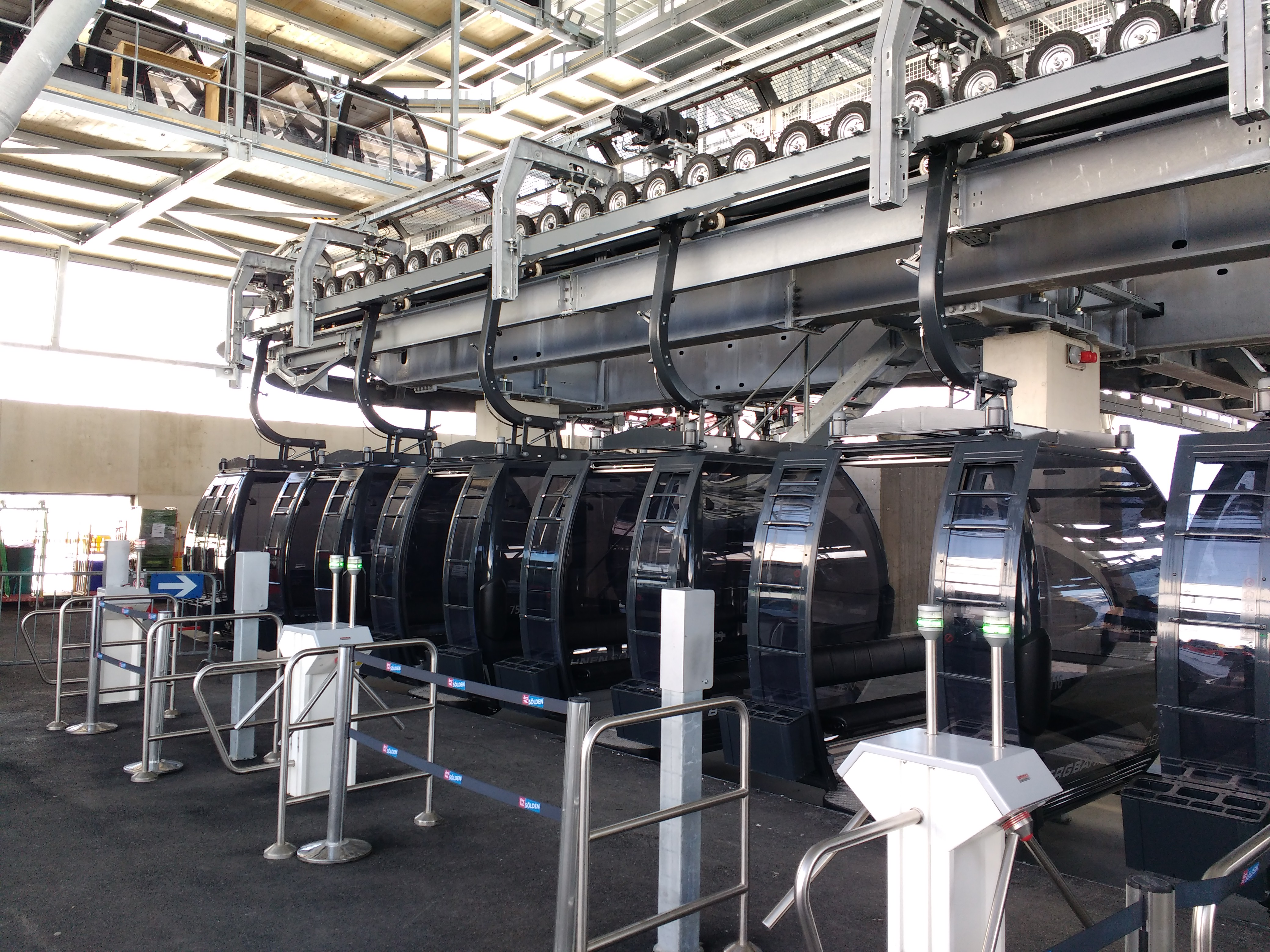
Gondeln in Bergstation

Bei der 2016 errichteten Bahn handelt es sich um eine 10-Personen-Einseilumlaufbahn der Firma Doppelmayr. Es kommen 133 Kabinen zum Einsatz. Die Beförderungskapazität beträgt 4500 Personen pro Stunde. Die Stationsbauten wurden vom Büro von Johann Obermoser entworfen.